# Tremblay Handball
Maillots
Actualités
Le Tremblay Handball est un club de handball français évoluant en championnat de France de 1ère division, dit Liqui Moly Starligue, depuis la saison 2024/2025. Ce club est basé à Tremblay-en-France, en Seine-Saint-Denis, et évolue au Palais des sports. Il est entraîné depuis 2022 par Chérif Hamani.

## Histoire
Le club est fondé en 1972 sous le nom de « Vert Galant Sportif Tremblay » mais rejoint la structure omnisports du « Tremblay Athletic Club » dans la foulée. Le club quitte la structure omnisports du TAC et est rebaptisé « Tremblay en France Handball » en 2002.
Le club accède pour la première fois de son histoire parmi l'élite du handball français à l'issue de la saison 2004-2005. La courbe de progression du club est impressionnante :
- 1997 : promotion en Nationale 3 (D5)
- 1999 : champion de N3 et promotion en Nationale 2 (D4)
- 2001 : Vice champion de France de Nationale 2 & promotion en Nationale 1 (D3)
- 2002 : Vice champion de France de N1 & promotion en Division 2 (D2)
- 2003 : relégation en Nationale 1 (D3)
- 2004 : champion de France de Nationale 1 (D3) et retour en Division 2 (D2)
- 2005 : promotion en championnat de France de 1re Division.
- 2009 : 3e du championnat de France de 1re Division
- 2010 : 3e du championnat de France de 1re Division et finaliste de la Coupe de France
- 2011 : finaliste de la Coupe d'Europe des vainqueurs de coupe

Mais cette finale européenne est doublée d'une moins bonne performance en championnat, le club terminant à la 7e place. Et cette moins bonne performance se confirme les saisons suivantes avec une 11e place en 2012 et surtout en 2013 où le club se sauve à la dernière journée, avec notamment 9 défaites et 2 nuls lors des 11 derniers matchs. La série noire continue en début de saison 2013-2014, puisque le club doit attendre le 6 novembre pour remporter sa première une victoire depuis le 15 février, soit près de 9 mois sans victoire. Finalement, une nouvelle défaite le 29 novembre 2013 face à Cesson Rennes scelle le sort de l'entraîneur Stéphane Imbratta, qui est démis de ses fonctions. Il est remplacé par Dragan Zovko assisté de Rastko Stefanovič, l'ancien joueur tremblaysien entre 2005 et 2011. S'ils parviennent de justesse à faire maintenir le club, les dirigeants tremblaysiens ne conservent pas ce duo, leur préférant David Christmann.
Le club continue néanmoins à lutter pour le maintien et au terme de la saison 2015-2016, le club termine dernier et est relégué en Division 2. Si Arnaud Bingo, champion du monde 2011, et le grand espoir Dika Mem quittent le club, les ambitions du club sont illustrées par le recrutement des expérimentés Samuel Honrubia et Patrice Annonay. Et en effet, champion de France de Proligue (Division 2), il retrouve Lidl Starligue seulement une saison après l'avoir quittée. Christmann est alors remplacé par Benjamin Braux à la tête de l'équipe mais ce dernier ne reste finalement que deux saisons avant d'être remplacé par Rastko Stefanovič. En février 2020, Stefanovič est mis à pied alors que le club est avant-dernier du Championnat et est remplacé par Stéphane Imbratta, alors responsable du centre de formation. En conséquence de la pandémie de Covid-19, le Championnat est arrêté après la 18e journée et le club obtient de facto son maintien.
En juillet 2020, Joël da Silva est nommé entraîneur du club après un passage convaincant à Saint-Raphaël. Mais le club termine bon dernier et est relégué. Da Silva est dans un premier temps maintenu à son poste avant d'être remplacé par Dragan Zovko en novembre 2021 puis Chérif Hamani à l'été 2022. Ce dernier fait remonter le club en première division en 2024 et décrocher le titre de champion de France avec son équipe, après un parcours de 30 victoires en 31 matchs disputés. 

## Palmarès
Compétitions internationales
- Finaliste de la Coupe d'Europe des vainqueurs de coupe (1) : 2011

Compétitions nationales
- 3e place du Championnat de France de Division 1 (2) : 2009 et 2010
- finaliste de la Coupe de France (1) : 2010
- Vainqueur du Championnat de France de Division 2 (1) : 2017 et 2024
- Vainqueur du Championnat de France Nationale 1 (D3) (1) : 2004
- Vainqueur du Championnat de France Nationale 3 (D5) (1) : 1999

## Bilan saison par saison
| Saison    | Division | Rang     | C. de France | C. de la Ligue     | C. d'Europe * |
| --------- | -------- | -------- | ------------ | ------------------ | ------------- |
| 1996-1997 | Pré.Nat  | ?e       |              | -                  | -             |
| 1997-1998 | Nat. 3   | ?e       |              | -                  | -             |
| 1998-1999 | Nat. 3   | 1er      |              | -                  | -             |
| 1999-2000 | Nat. 2   | ?e       |              | -                  | -             |
| 2000-2001 | Nat. 2   | ?e       |              | -                  | -             |
| 2001-2002 | Nat. 1   | ?e       |              | -                  | -             |
| 2002-2003 | Div. 2   | 16e      |              | -                  | -             |
| 2003-2004 | Nat. 1   | 1er      |              | -                  | -             |
| 2004-2005 | Div. 2   | 2e       | 1/4          | -                  | -             |
| 2005-2006 | Div. 1   | 11e      | 1/16         | -                  | -             |
| 2006-2007 | Div. 1   | 6e       | 1/2          | 1/4                | -             |
| 2007-2008 | Div. 1   | 7e       | 1/8          | 1/4                | -             |
| 2008-2009 | Div. 1   | 3e       | 1/4          | 1/4                | -             |
| 2009-2010 | Div. 1   | 3e       | Finale       | 1/8                | C2 : 1/4      |
| 2010-2011 | Div. 1   | 7e       | 1/16         | 1/4                | C2 : Finale   |
| 2011-2012 | Div. 1   | 11e      | 1/8          | 1/4                | -             |
| 2012-2013 | Div. 1   | 12e      | 1/8          | 1/8                | -             |
| 2013-2014 | Div. 1   | 12e      | 1/8          | 1/8                | -             |
| 2014-2015 | Div. 1   | 11e      | 1/16         | 1er tour           | -             |
| 2015-2016 | Div. 1   | 14e      | 1/8          | 1er tour           | -             |
| 2016-2017 | Div. 2   | 1er      | 1/32         | 1/8                | -             |
| 2017-2018 | Div. 1   | 11e      | 1/4          | 1/8                | -             |
| 2018-2019 | Div. 1   | 9e       | 1/8          | 1/8                | -             |
| 2019-2020 | Div. 1   | 13e      | 1/8          | 1/16               | -             |
| 2020-2021 | Div. 1   | 16e      | non qualifié | Pas de compétition | -             |
| 2021-2022 | Div. 2   | 7e       | 3e tour      | non qualifié       | -             |
| 2022-2023 | Div. 2   | 3e       | 1/16         | Pas de compétition | -             |
| 2023-2024 | Div. 2   | 1er SR   | 1/8          | Pas de compétition | -             |
| 2024-2025 | Div. 1   | en cours | en cours     | Pas de compétition | -             |

* C2=Coupe des vainqueurs de coupe

## Personnalités liées au club
Liste non exhaustives de personnalités liées au club. Entre parenthèses, les dates d'activités et éventuellement les titres et récompenses acquises lors de la présence dans le club.

### Joueurs
- Petar Angelov : 2005-2009
- Patrice Annonay : 2016-2021
- Arnaud Bingo : 2007-2016 et 2021-2022  champion du monde 2011
- Mladen Bojinović : 2015-2017
- Felipe Borges : 2018-2020
- Sébastien Bosquet : 2013-2015
- Wissem Bousnina : 2006-2010
- Micke Brasseleur : 2011-2015
- Marouan Chouiref : 2013-2015 et depuis 2018
- Matthieu Drouhin : 2008-2015, meilleur buteur du Championnat de France 2012-2013
- Samuel Honrubia : 2016-2019
- Dika Mem : 2015-2016
- Sébastien Mongin : 2008-2012
- Thierry Ngninteng : 199x-2005
- Sébastien Ostertag : 2005-2012,  champion du monde 2009,  champion d'Europe 2010,  médaillé de bronze à l'Euro 2008
- Dragan Počuča : 2009-2013
- Pedro Portela : 2018-2021
- Ibrahima Sall : 2003-2015
- Rémi Salou : 2012-2016
- Erwan Siakam-Kadji : 2016-2021
- Rastko Stefanovič : 2005-2011, meilleur demi-centre du Championnat de France 2008-2009[7]
- Semir Zuzo : 2006-2011

### Entraîneurs

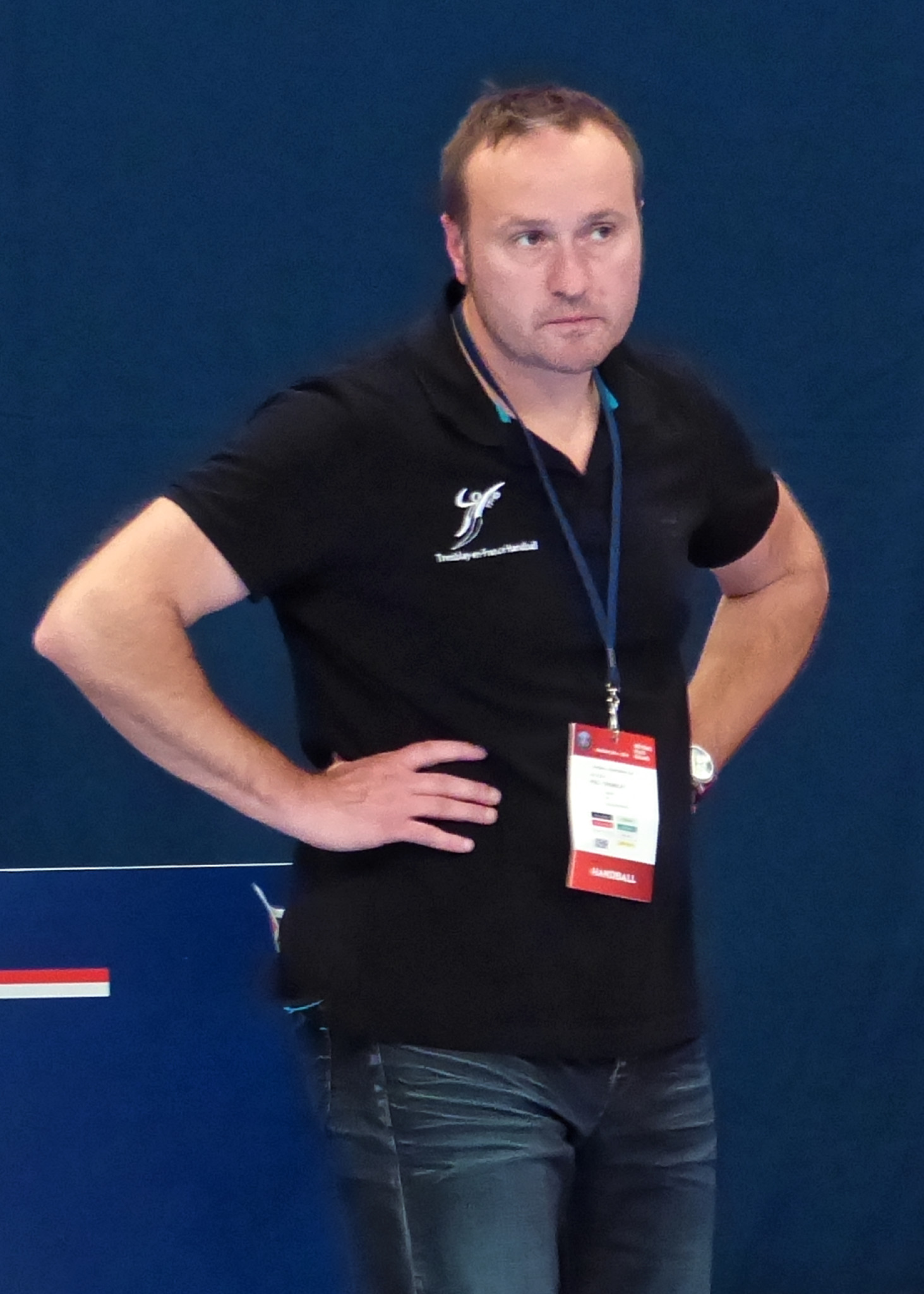
David Christmann, entraîneur principal de 2014 à 2017.

- Yves Cukierman de 1998 à 2003
- David Peneau : de 2003 à 2007
- Thierry Perreux : de 2007 à 2008
- Stéphane Imbratta : de 2008 à novembre 2013, meilleur entraîneur du Championnat de France en 2009[7]
- Dragan Zovko : de novembre 2013 à 2014
  - Adjoint :  Rastko Stefanovič
- David Christmann : de 2014 à 2017
- Benjamin Braux : de 2017 à 2019
- Rastko Stefanovič : de 2019 à février 2020
  - Adjoint :  Mirza Šarić
- Stéphane Imbratta : de février à mars 2020
  - Adjoint :  Mirza Šarić
- Joël da Silva : de 2020 à novembre 2021
  - Adjoint :  Mirza Šarić : 2020-2021
  - Adjoint :  Jérôme Gschwind depuis juillet 2021
- / Dragan Zovko : de novembre 2021 à 2022
- Chérif Hamani : depuis 2022
  - Adjoint :  Safwann Khoudar : depuis 2022

## Identité visuelle

### Logos

Évolution du logo
Ancien logo[Quand ?].
Logo de 2015 à 2021.
Logo depuis 2021.